# Stainby
Stainby – wieś w Anglii, w hrabstwie Lincolnshire, w dystrykcie South Kesteven, w civil parish Gunby and Stainby. Leży 49 km na południe od Lincoln i 148 km na północ od Londynu.
W 1921 roku civil parish liczyła 117 mieszkańców. Stainby jest wspomniana w Domesday Book (1086) jako Stigandebi.